# 北牧野古墳群
座標: 北緯35度29分33.9秒 東経136度02分17.3秒 / 北緯35.492750度 東経136.038139度
北牧野古墳群（きたまきのこふんぐん）は滋賀県高島市マキノ町牧野にある古墳時代後期の古墳群である。

## 概要
斧研川の右岸に広がって存在している。1968年（昭和43年）に行われた同志社大学考古学研究室による分布調査では、計96基の古墳が確認された。

## 出土品
2000年（平成12年）には、北牧野2号墳・3号墳の発掘調査と周辺の古墳12基の分布調査が行われた。
この調査で確認できた古墳は、全て横穴式石室を主体にもつ円墳と推定されている。
2号墳は直径約15メートル、墳丘の北側には周溝跡のくぼみが一部残り、南に開口部をもつ右片袖の横穴式石室で、6世紀後半と考えられている。
出土遺物は須恵器の坏、脚部を打ち欠いた高坏とその蓋、そのほか鉄製刀子・鉄鏃などの鉄器類が見つかった。
装飾品では銀製耳環、腕か足の飾りに使われたとみられるガラス小玉が出土している。
このほか、玄室の奥壁寄りの場所から、滋賀県では2例目となる金銅製単龍環頭大刀が発見された。このような装飾付大刀は畿内の政権から配布されたものとみられ、その背景には、古墳群と接する製鉄遺跡の存在が指摘されている。
3号墳は直径約17メートル、墳丘の西側を中心に周囲の約2分の1にわたって周溝跡が残っている。
埋葬主体部は南に開口部をもつ、6世紀後半の右片袖の横穴式石室で、出土遺物は土師器、須恵器の坏・坏蓋・高坏・短頸壺・「𤭯（はそう）」・壺、鉄器類、ガラス小玉、耳環、石製の三輪玉などで、三輪玉は大刀の装飾に用いられることから、本来は3号墳にも装飾付大刀が埋葬されていた可能性がある。

## 北牧野製鉄遺跡との関連性
古墳群の北側（現在のマキノ高原・マキノ高原スキー場周辺）には、古代の製鉄所跡と考えられている北牧野製鉄遺跡群（北牧野A・B・C・D・E遺跡）が隣接しているほか、木炭を生産した炭窯跡が点在している。
そのため、古墳群一帯は、古代の製鉄事業で栄えた一大コンビナートであった可能性が考えられている。